# Revista Americana de Medicina Chinesa
A Revista Americana de Medicina Chinesa é publicada pela World Scientific, e abrange temas relacionados à medicina alternativa, de todas as culturas, como a medicina tradicional chinesa, incluindo a acupuntura. Esta foi criada em 1973, por Frederick F. Kao. 